# Chick Corea
Pour les articles homonymes, voir Corea.
Chick Corea (nom de scène d'Armando Anthony Corea), né le 12 juin 1941 à Chelsea (Massachusetts) et mort le 9 février 2021 à Tampa Bay (Floride), est un pianiste, claviériste et compositeur américain de jazz et jazz fusion.
En tant que membre du groupe de Miles Davis dans les années 1960, il a participé à la naissance du jazz-rock. Avec Herbie Hancock, McCoy Tyner et Keith Jarrett, il est considéré comme un des pianistes les plus influents depuis les années 1970.
C'est également un excellent pianiste classique, même s'il n'a enregistré que très peu dans ce domaine.

## Biographie

### Jeunesse
Armando Anthony « Chick » Corea est né à Chelsea (Massachusetts). Il est d'origine italienne. Son père jouait de la trompette dans les années 1930 et 1940 à Boston dans un groupe Dixieland. C'est lui qui a mis Chick Corea au piano à l'âge de quatre ans. Ce dernier est vite influencé par Dizzy Gillespie, Charlie Parker, Bud Powell, Horace Silver ou encore Lester Young. À huit ans, il apprend la batterie, ce qui influencera sur son jeu rythmique et percussif au piano.
Il prend des cours de piano avec le concertiste Salvatore Sullo à partir de l'âge de huit ans. Ce dernier lui fait découvrir la musique classique et développe son goût pour la composition.
Après que son père lui a offert un costume, il commence à donner des concerts au collège, ainsi que dans des clubs de jazz locaux, jouant surtout des morceaux d'Horace Silver.
Il déménage à New York en 1959. Il étudie la musique un mois à l'université Columbia et 6 mois à la Juilliard School. Il est déçu par les deux écoles, mais il apprécie l'atmosphère musicale de New York. Au club de jazz Birdland, il entend Miles Davis et John Coltrane interpréter Les Feuilles mortes ; il abandonne l’université.

### Début de carrière
Chick Corea commence sa carrière professionnelle dans les années 1960 en jouant avec Cab Calloway, Blue Mitchell et des musiciens de latin jazz, tels que Herbie Mann, Willie Bobo ou Mongo Santamaría.
Il enregistre avec le quintet de Blue Mitchell sur l'album The Thing To Do (1964), sur lequel figure une de ses compositions, Chick's Tune. On retrouve dans cet album les mélodies anguleuses et les rythmes latins qui caractérisent en partie le style de Corea.
Son premier album en tant que soliste, Tones for Joan's Bones, sort en 1966. Deux ans après suit Now He Sings, Now He Sobs, avec Roy Haynes et Miroslav Vitouš.
Il apparaît en tant qu'invité sur l'album du saxophoniste Stan Getz, Sweet Rain (1967), pour lequel il compose deux pièces. Il est accompagné de Ron Carter à la basse et de Grady Tate à la batterie. Chick retrouvera Stan Getz en 1968 sur l'album What the World Needs Now: Stan Getz Plays Burt Bacharach and Hal David en compagnie entre autres de Herbie Hancock aussi invité au piano, les deux se partageant les pièces. Puis Corea collaborera à nouveau sur Captain Marvel en 1974 avec le bassiste Stanley Clarke, le percussionniste Airto Moreira et le batteur Tony Williams.

### Avant-garde
De 1968 à 1971, Chick Corea joue avec l'avant-garde musicale de l'époque en participant à la naissance du jazz fusion. Son style devient plus dissonant. On entend un exemple de ce jeu sur ses albums solos de l'époque, sur ses albums avec Miles Davis (tel que Bitches Brew) ou ses enregistrements avec Circle.
En septembre 1968, il remplace Herbie Hancock dans le groupe de Miles Davis. Il figure sur Filles de Kilimanjaro, In a Silent Way et Bitches Brew. Il expérimente les instruments électriques, principalement le Fender Rhodes. Il utilise fréquemment un Ring Modulator, produisant des sons rappelant ceux du compositeur Karlheinz Stockhausen. On peut entendre ces sons sur Black Beauty: Live at the Fillmore West. Il continue à tourner dans le groupe de Miles jusqu'en 1970 avec Steven Grossman, Keith Jarrett (aux claviers additionnels), Jack DeJohnette, Dave Holland et Airto Moreira.
En 1970, Dave Holland et Chick Corea quittent Miles Davis pour fonder leur propre groupe, Circle, composé également d'Anthony Braxton et Barry Altschul. Cette formation de free jazz enregistre pour Blue Note et ECM. Ils produisent 5 albums entre 1970 et 1972.

### Jazz fusion

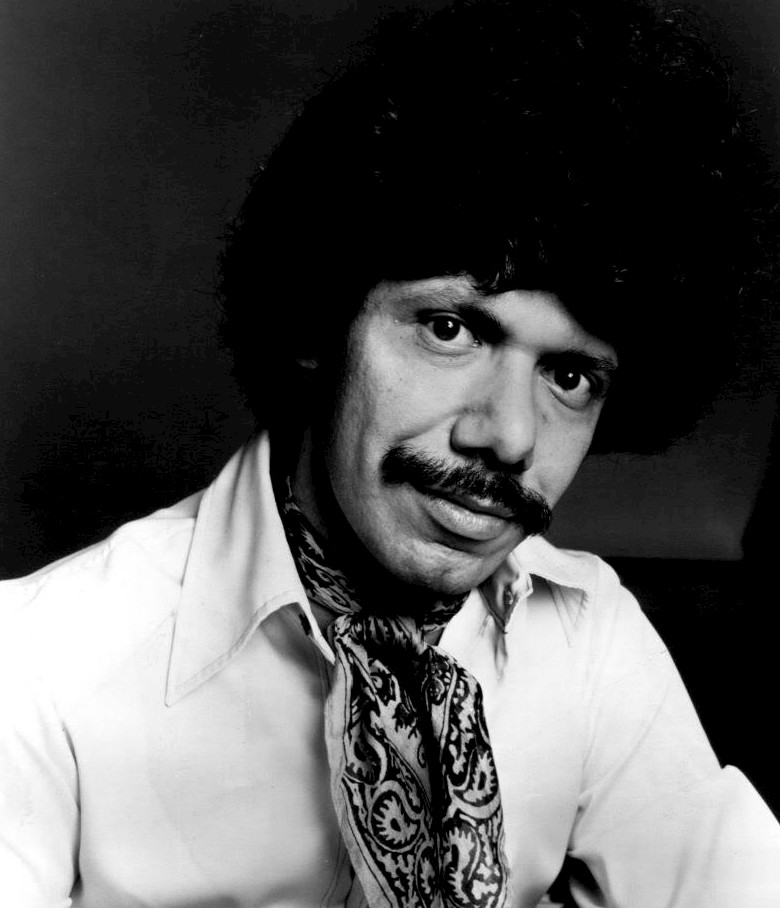
Chick Corea en 1976.

Au début des années 1970, Chick Corea change profondément de style, abandonnant son jeu avant-garde pour un jeu fusion qui intègre des éléments de latin jazz au détriment du rock. Dans cet esprit, il forme le groupe jazz fusion Return to Forever en 1972.

#### Return to Forever
Après avoir produit son album Return to Forever en 1972 sur ECM Records, avec comme musiciens invités, le bassiste Stanley Clarke, la chanteuse Flora Purim, son mari le percussionniste et batteur Airto Moreira et le flûtiste et saxophoniste Joe Farrell, le pianiste Chick Corea forme un groupe qui portera comme nom le titre de cet album et sera formé des mêmes musiciens qui ont joués sur celui-ci. Sur cet album de Corea, Return to Forever, se retrouvent les désormais célèbres compositions du pianiste "Crystal Silence" et "Sometime Ago/La Fiesta" qui seront reprises toutes deux par le duo Gary Burton/Chick Corea. La première partie de cette chanson, Sometime Ago, a aussi été reprise par Flora Purim sur son cinquième album solo Open Your Eyes You Can Fly en 1976, et La Fiesta a été reprise par le duo Chick Corea/Gary Burton sur l'album de 1979 Duet, puis "Sometime Ago/La Fiesta" refit surface partiellement toutefois sans la longue ouverture, sur la compilation de Chick Corea Selected Recordings en 2002. Ainsi la même année parait le premier album officiel de ce groupe naissant, Light as a Feather, sur celui-ci Stanley Clarke ne joue que de la contrebasse et il a composé le seul morceau qui ne soit pas de Corea, soit la pièce-titre. L'album contient aussi le standard de Corea, Spain. En 1973, Return to Forever change de formation. Stanley Clarke et Chick Corea seuls restent de la précédente formation, ils sont rejoints par Bill Connors à la guitare, Steve Gadd à la batterie et Mingo Lewis aux percussions. Cependant, Gadd n'était pas disposé à tourner avec le groupe et à risquer son travail de batteur de session très demandé, il fut donc remplacé par Lenny White, qui avait déjà joué avec Corea dans le groupe de Miles Davis. Et Mingo Lewis quitta lui aussi rapidement et ne fut pas remplacé.

#### Premier album solo de Stanley Clarke
En 1973, Stanley sort son premier album solo intitulé Children of Forever enregistré en décembre 1972, il y est rejoint par la chanteuse Dee Dee Bridgewater et le chanteur Andy Bey, le flûtiste Arthur Webb, le guitariste Pat Martino, Chick Corea et le batteur Lenny White. Clarke y joue la basse électrique et la contrebasse, Chick Corea est aux pianos acoustique et électrique et au clavinet Hohner et il a composé la musique de la chanson "Sea Journey" sur un texte de Neville Potter, Pat Martino est à la guitare acoustique 12 cordes et à la guitare électrique, Lenny White joue la batterie, Arthur Webb joue la flûte, et le chant est assuré par les 2 vocalistes précités.

#### Jazz rock
Cette formation du groupe avait déjà enregistré un premier jet pour le troisieme album, mais il fut réenregistré et parut sous le titre Hymn of the Seventh Galaxy en 1973. Dans cette seconde version du groupe, Chick Corea intègre des synthétiseurs, notamment le Minimoog et le ARP Odyssey. La nature de la musique du groupe s'était désormais complètement transformée en jazz-rock et avait évolué dans une veine similaire à celle que le Mahavishnu Orchestra , Weather Report et certains groupes de rock progressif jouaient à l'époque. Leur musique était encore relativement mélodique, reposant sur des thèmes forts, mais l'élément jazz était à cette époque presque entièrement absent, remplacé par une approche plus directe, plus orientée vers le rock. La guitare saturée et déformée était également devenue prédominante dans le nouveau son du groupe, et Stanley Clarke était alors passé presque complètement à la basse électrique. Un remplaçant au chant n'a pas été embauché et toute leur musique était désormais instrumentale. Ce changement n'a pas conduit à une diminution de la fortune commerciale du groupe, cependant, les albums de Return to Forever ont plutôt trouvé leur place dans les charts d'albums pop américains. Peu de temps après, Chick Corea, Airto Moreira, Stanley Clarke et Tony Williams ont formé un groupe accompagnateur pour l'album Captain Marvel de Stan Getz en 1974, qui présentait des compositions de Corea, dont certaines étaient tirées des deux premiers albums de Return to Forever.

#### Arrivée du guitariste Al Di Meola
Toujours en 1974, avant leur quatrième album, le guitariste Bill Connors quitte pour poursuivre une carrière solo et sera remplacé par le jeune guitariste de 19 ans, Al Di Meola, et produisent l'album Where Have I Known You Before la même année. Bien qu'Earl Klugh ait joué de la guitare pour certaines des performances live du groupe, il a rapidement été remplacé par Di Meola, qui avait également joué lors des sessions d'enregistrement de l'album. Leur album suivant, No Mystery (1975), a été enregistré avec la même formation que le précédent, mais le style de musique était devenu plus varié. La première face du disque se composait principalement de jazz-funk, tandis que la deuxième face comportait la pièce-titre acoustique de Corea et une longue composition, Celebration Suite Part 1 & 2 avec une forte influence espagnole. Sur cet album, chaque membre du groupe a composé au moins un des morceaux. No Mystery a remporté le Grammy Award de la meilleure performance de jazz par un groupe.

#### Lenny White solo
1975 voit la parution du premier album solo du batteur Lenny White intitulé Venusian Summer, il a été enregistré entre juin et août 1975. Al DiMeola et Larry Coryell jouent tous les deux sur la dernière pièce, Doug Rodrigues et Raymond Gomez sont les deux seuls guitaristes en plus et chacun est sur un morceau différent, le reste est surtout axé sur les claviers et les synthétiseurs. J. Peter Robinson, Patrick Gleeson, Tom Harrell et David Sancious se partagent cette tâche, Onaje Allan Gumbs au piano électrique Fender Rhodes, Jimmy Smith et Weldon Irvine jouent l'orgue, Doug Rauch est le bassiste, alors que Lenny White joue bien sûr la batterie, la basse et le clavinet Hohner en plus des percussions et il a produit lui-même l'album.

#### Romantic Warrioret le déclin du groupe
Ils sortent ensuite Romantic Warrior en 1976, la meilleure vente de toute leur discographie, atteignant finalement le statut de disque d'or. Cet album a poursuivi les expériences du groupe dans les domaines du jazz fusion et des genres musicaux connexes, et a été salué par la critique à la fois pour le style techniquement exigeant de ses compositions ainsi que pour sa musicalité accomplie. Selon le livre Chick Corea de Ludovic Florin (éditions Du Layeur), sorti en 2022, à la page 82, Romantic Warrior est le plus gros succès commercial du groupe, avec plus de 500 000 exemplaires vendus, Chick surprend donc tout le monde lorsqu'il annonce qu'il tient à dissoudre Return To Forever. Selon Al Di Meola, « ce fut la plus grosse erreur de Corea, à cause de son implication très forte en scientologie et à l'idéologie fortement religieuse qui devenait une véritable obsession pour lui, il nous est arrivé un jour avec l'idée d'inclure son épouse Gayle Moran dans le groupe en tant que chanteuse et seconde claviériste, ce que nous avons refusé évidemment. Comme chaque membre du groupe avait une part égale sur le contrat, il ne pouvait donc pas nous virer, il a donc dissous le groupe. Puis s'est ravisé en montant un grand groupe et en incluant son épouse évidemment et il a appelé cette nouvelle formation Return To Forever. »
Malgré cela, il n'y plus aucun lien avec la formation originale. Pourtant Stanley Clarke est d'un autre avis, ce qu'il confiera par média interposé : « Al Di Meola vient du rock progressif alors que Chick et moi sommes issus du jazz, nous voulions jouer plus de standards alors que Al cherchait a inclure plus de guitare, et à jouer plus de jazz fusion c'était cool mais nous voulions élargir nos horizons et inclure plus de jazz simple dans notre musique. Nous aspirions à élargir notre jeu, il n'était pas d'accord avec ça. Comme nous n'arrivions pas à nous mettre d'accord sur la route à suivre, il devait quitter, ce qu'il a fait. » Puis Chick Corea lui-même reviendra sur cet épisode du groupe sur un forum sur le jazz : « À cette époque, le groupe était pratiquement un partenariat entre Stanley Clarke et moi, un changement de direction était imminent car nous voulions essayer autre chose. Depuis les débuts du groupe Clarke devenait très enthousiaste à l'idée de composer de la musique, nous étions tous en train de créer notre propre musique, nos propres groupes solo et ainsi de suite. J'ai alors essayé d'aider tant Stanley que Al et Lenny à enregistrer et créer leurs propres albums solo, parce que chacun d'entre eux devenait de plus en plus créatifs et brûlants de création. »
Ainsi Land of the Midnight Sun, le premier album solo de Al Di Meola sorti en 1976, nous donne la chance d'entendre Chick Corea au piano sur la pièce Short Tales of the Black Forest.

#### Musicmagic, dernier album studio
Et en 1977, sort l'album de la nouvelle formation de Return to Forever, Musicmagic (en), qui sera leur dernière parution studio. Cet effort de 1977 marque le départ de Lenny White, remplacé ici par Gerry Brown, ainsi que celui du guitariste Al Di Meola, qui se sera pas remplacé. Une section de cuivres de cinq musiciens est ajoutée, qui marque le retour de Joe Farrell. Gayle Moran, l'épouse de Chick Corea, est de la partie en tant que chanteuse et claviériste.
Entretemps, en 1976 sort My Spanish Heart (en) de Corea, avec Stanley Clarke à la basse et à la contrebasse, Jean-Luc Ponty au violon, Steve Gadd et Narada Michael Walden à la batterie, Don Alias aux percussions, Gayle Moran au chant plus une section de cordes et de cuivres, combinant jazz et flamenco.

#### Albums live pourReturn to Forever
À partir de 1978, le groupe sortit cinq albums enregistrés en public, dont le Live de 1978, sur lequel se retrouve une formation de 10 musiciens, dont Gayle Moran aux claviers, Joe Farrell au saxophone et à la flûte, Stanley Clarke à la basse et Gerry Brown à la batterie. Les cuivres et la flûte sont omniprésents sur cet album avec pas moins de six musiciens. À propos de Gayle Moran, elle est l'épouse de Chick Corea depuis 1972, elle joue d'abord avec John McLaughlin et le Mahavishnu Orchestra, sur les albums Apocalypse (1974) qui est produit par George Martin, et Visions of the Emerald Beyond (1975). Par la suite elle participe avec Corea sur les albums Musicmagic de Return To Forever, le Live précité, ainsi que sur divers albums solo de Chick Corea au fil des années.
La formation « classique » de Return To Forever, soit Corea aux claviers, Di Meola à la guitare, Stanley Clarke à la basse et Lenny White à la batterie se retrouve sur le bien nommé Returns, sorti en 2009, après un hiatus de 32 ans. Cet album a été enregistré en tournée, notamment au Montreux Jazz Festival. Par la suite, en 2011, sort l'album Forever, avec outre Corea, Clarke et White, le guitariste Bill Connors de retour en remplacement de Di Meola, Jean-Luc Ponty au violon et Chaka Khan au chant sur deux compositions. Cet album remporte un Latin Grammy Award en 2011 du meilleur album instrumental. En 2012, sort l'album The Mothership Returns, un coffret réunissant deux CD et un DVD, enregistré durant la tournée de 2011, avec Chick Corea, Stanley Clarke, Lenny White, J-L. Ponty et le guitariste Frank Gambale. Il s'agit du dernier enregistrement officiel de Return to Forever.

#### Sorties posthumes
En 2021 sort l'album live Together Again: Live in Japan 1983 qui, comme son titre l'indique, a été enregistré en concert en 1983 à Tokyo au Japon avec la formation dite classique du groupe. Ensuite, en 2022 est publié le dernier album live officiel de Return to Forever, Alive In America, enregistré en 1974 en tournée quelque part aux États-Unis. Ces deux albums sont sortis après la séparation du groupe.

### Récentes années

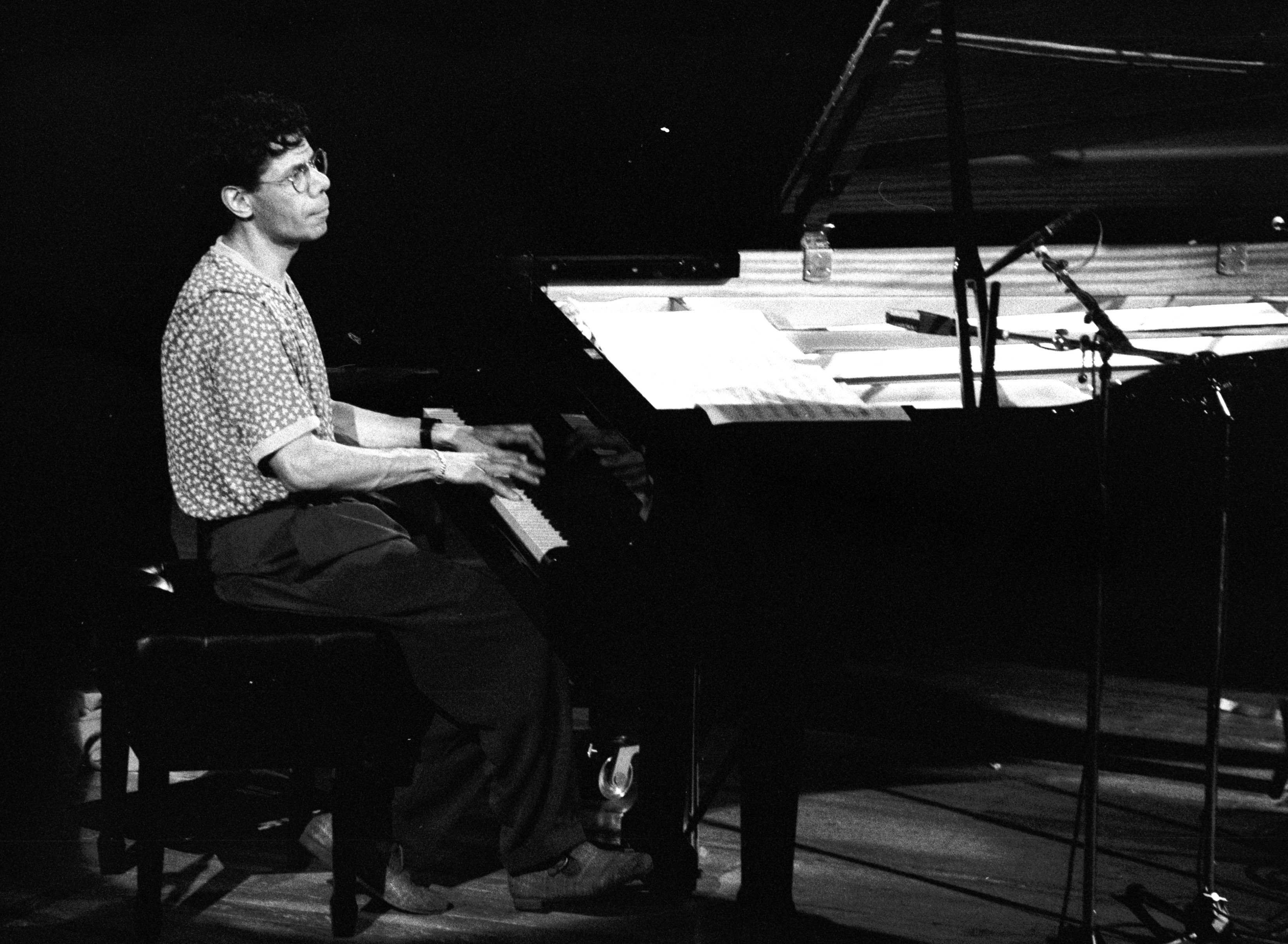
Chick Corea en France (1992).

Les autres groupes que Chick Corea a formé sont Elektric Band, Akoustic Band et Origin. The Akoustic Band est sorti en 1989. On y retrouve John Patitucci à la contrebasse et Dave Weckl à la batterie. Il marque pour Chick Corea un retour à un jazz plus traditionnel et acoustique. The Akoustic Band a également signé la musique du court-métrage de Pixar Luxo Jr. en 1986.
En 1992, Chick Corea crée son propre label, Stretch Records (en).
Ces dernières années marquent aussi l'intérêt croissant de Chick Corea pour la musique classique. Il donne la première de son concerto pour piano (une adaptation de son morceau Spain) en 1999 avec le London Philharmonic Orchestra. Cinq ans plus tard, en 2004, il compose son premier momrceau sans clavier, un quatuor à cordes, écrit pour l'Orion String Quartet.
Il continue de publier des albums de jazz fusion, tels que To the Stars (2004) et Ultimate Adventure (2006).
En 2008, la deuxième formation de Return to Forever dite classique (avec Chick Corea aux claviers, Stanley Clarke à la basse, Lenny White à la batterie et Al Di Meola à la guitare) se reforme pour une tournée mondiale. Un DVD sorti en 2009, Returns Live At Montreux 2008, immortalise leur performance.
Un nouveau groupe, 5 Peace Band, avec le guitariste John McLaughlin, a commencé une tournée en 2008. Ils avaient déjà joué ensemble dans le groupe de Miles Davis dans les années 1960, par exemple sur Bitches Brew. Ils sont accompagnés par Kenny Garrett, Christian McBride et Vinnie Colaiuta, remplacé par Brian Blade en fonction des dates.
Chick Corea sort en 2014 Solo Piano: Portraits, double-album live en solo sur lequel il reprend ses thèmes de prédilection. On y retrouve un hommage à Bill Evans, Thelonious Monk et Bud Powell, quelques pièces de compositeurs « classiques » (Alexandre Scriabine et Béla Bartók), quelques-unes de ses compositions (Children's Songs). Il évoque également Stevie Wonder et Paco de Lucía et termine avec des portraits improvisés de personnes du public. Chacune des séquences est précédée d'une introduction.
Corea célèbre son 75e anniversaire en 2016 en jouant avec plus de 20 groupes différents, avec notamment John McLaughlin, lors d'un séjour de six semaines au Blue Note de Greenwich Village, à New York.

« J'ignore assez bien les chiffres qui composent l'âge. Cela semble être la meilleure voie à suivre. Je me suis toujours concentré sur le fait de m'amuser le plus possible avec l'aventure musicale[réf. nécessaire]. »

## Duos

### Gary Burton
Dès 1972, Chick Corea commence à jouer avec le vibraphoniste Gary Burton, avec lequel il va enregistrer 8 albums, à savoir Crystal Silence (1972), Duet (1979), In Concert, Zürich, October 28, 1979 (1980), Lyric Suite for Sextet (avec un quatuor à cordes, 1983), Native Sense (1997), Like Minds (avec Pat Metheny à la guitare, Dave Holland à la contrebasse et Roy Haynes à la batterie, 1998), The New Crystal Silence qui a reçu 3 nominations aux Grammy Awards (2008) et finalement Hot House (2012).

### Al Di Meola
En 1976, Corea joue avec sur le premier album solo du guitariste Al Di Meola, Land of the Midnight Sun. Corea y joue du piano et des marimbas sur un titre, entouré notamment de Stanley Clarke et Jaco Pastorius à la basse, Lenny White et Alphonse Mouzon à la batterie. Corea joue également du piano sur le double album de Al Di Meola Splendido Hotel (1980) et sur Consequence of Chaos (2006).

### Herbie Hancock
À la fin des années 1970, il fait une série de concerts et deux albums avec Herbie Hancock, jouant des compositions de chacun, ainsi qu'un Ostinato issu de Mikrokosmos de Béla Bartók. Les albums sont : An Evening With Herbie Hancock And Chick Corea in Concert sorti en 1978 et CoreaHancock en 1979.

### Bobby Mc Ferrin
Dès 1990 Chick enregistre et joue avec Bobby McFerrin trois albums qui seront bien reçus, d'abord Play provient d'un concert à Vienne enregistré le 23 juin 1990 puis du Carnegie Hall de New-York le 27 juin 1990 et publié en 1992. Ensuite en 1996, sort The Mozart Sessions où le duo est accompagné du Saint Paul Chamber Orchestra. Et finalement en 2003 parait un DVD intitulé Rendez-vous in New York.
Il a également joué avec le banjoïste Bela Fleck (The Enchantment, 2007), la pianiste japonaise Hiromi Uehara (Duet, 2009) ainsi qu'avec le pianiste italien Stefano Bollani (Orvieto, 2011).

## Vie privée
Corea et sa première épouse Joanie ont eu deux enfants, Thaddeus et Liana ; Le mariage se termine par un divorce.
En 1968, Corea lit La Dianétique et développe un intérêt pour les autres travaux de L. Ron Hubbard au début des années 1970.
En 1972, Chick Corea épouse Gayle Moran alors qu'ils sont membres des l'Église de scientologie. Ils participent à l'album Space Jazz (en): The soundtrack of the book Battlefield Earth composé par Hubbard comme bande originale de son roman Terre champ de bataille à sa sortie en 1982.
Alain Stoffen, musicien belge, confie dans son ouvrage Voyage au cœur de la scientologie, qu'il est devenu adepte en suivant les pas de Chick Corea.
Corea est exclu d'un concert lors des Championnats du monde d'athlétisme 1993 à Stuttgart, en Allemagne. Les organisateurs du concert l'excluent après que le gouvernement du Land du Bade-Wurtemberg annonce qu'il réviserait ses subventions pour les événements mettant en vedette des membres avoués de la Scientologie. Après que la plainte de Corea contre cette politique devant le tribunal administratif échoue en 1996, des membres du Congrès des États-Unis, dans une lettre adressée au gouvernement allemand, dénoncent l'interdiction comme une violation des droits de l'homme de Corea. Cependant, Corea n'est pas interdit de se produire en Allemagne et fait plusieurs apparitions au Festival international de jazz de Burghausen, soutenu par le gouvernement ; il reçoit une plaque sur la « Street of Fame » de Burghausen en 2011.

## Décès
Chick Corea meurt à Tampa Bay à l'âge de 79 ans d’une forme rare de cancer détectée tardivement.

## Style
Chick Corea a un style à la fois très rythmique (il joue de la batterie) et très mélodique. Son jeu est empli d'un lyrisme coloré avec une prédominance des accords et une grande utilisation des gammes chromatiques et diminuées. Son phrasé (notamment pendant ses solos) est très rapide et reflète souvent son approche très percussive de la musique.
C'est un immense improvisateur et un très grand accompagnateur. Il joue essentiellement des titres de sa composition et déteste refaire ce qu'il a déjà fait auparavant ; c'est ainsi un artiste extrêmement prolifique (il a sorti plus de 100 disques en 30 ans, dont 9 pour la seule année 1978 !). Les musiciens qui l'ont le plus influencé sont Mozart, Beethoven, mais aussi Art Tatum, Thelonious Monk, Bill Evans et surtout Bud Powell. Certaines de ses compositions comptent désormais dans la liste des standards modernes : Spain, Windows, Armando's Rhumba, Sometime Ago, etc.

## Récompenses
Chick Corea a été nommé 72 fois aux Grammy Awards et il a gagné 27 fois cette prestigieuse récompense :
| Année | Récompense                                    | Album/titre                                                                                        |
| ----- | --------------------------------------------- | -------------------------------------------------------------------------------------------------- |
| 1976  | Best jazz instrumental performance, group     | No Mystery (avec Return to Forever)                                                                |
| 1977  | Best arrangement of an instrumental recording | Leprechaun's Dream (The Leprechaun)                                                                |
| 1977  | Best jazz instrumental performance, group     | The Leprechaun                                                                                     |
| 1979  | Best jazz instrumental performance, group     | Friends                                                                                            |
| 1980  | Best jazz instrumental performance, group     | Duet (avec Gary Burton)                                                                            |
| 1982  | Best jazz instrumental performance, group     | In Concert, Zürich, October 28, 1979 (avec Gary Burton)                                            |
| 1989  | Best R&B instrumental performance             | Light Years (avec Elektric Band)                                                                   |
| 1990  | Best jazz instrumental performance, group     | Akoustic Band                                                                                      |
| 2000  | Best instrumental solo                        | Rhumbata (Native Sense, avec Gary Burton)                                                          |
| 2001  | Best jazz instrumental performance            | Like Minds (avec Gary Burton, Pat Metheny, Roy Haynes et Dave Holland)                             |
| 2001  | Best instrumental arrangement                 | Spain for Sextet & Orchestra (Concerto)                                                            |
| 2004  | Best jazz instrumental solo                   | Matrix (Rendezvous in New York)                                                                    |
| 2007  | Best jazz instrumental performance, group     | The Ultimate Adventure                                                                             |
| 2007  | Best instrumental arrangement                 | Three Ghouls (The Ultimate Adventure)                                                              |
| 2008  | Best jazz instrumental album                  | The New Crystal Silence (avec Gary Burton)                                                         |
| 2010  | Best jazz instrumental album                  | Five Peace Band — Live (avec John McLaughlin, Kenny Garrett, Christian McBride et Vinnie Colaiuta) |
| 2012  | Best improvised jazz solo                     | 500 Miles High (Forever)                                                                           |
| 2012  | Best jazz instrumental album                  | Forever (avec Stanley Clarke et Lenny White)                                                       |
| 2015  | Best jazz instrumental album                  | Trilogy (avec Christian McBride et Brian Blade)                                                    |
| 2015  | Best improvised jazz solo                     | Fingerprints (Trilogy)                                                                             |
| 2021  | Best Latin Jazz Album                         | Mirror Mirror                                                                                      |

Il a également gagné deux Latin Grammy Awards :
| Année | Award                   | Album/titre                                  |
| ----- | ----------------------- | -------------------------------------------- |
| 2007  | Best instrumental album | The Enchantment (avec Bela Fleck)            |
| 2011  | Best instrumental album | Forever (with Stanley Clarke et Lenny White) |

Son album Now He Sings, Now He Sobs (1968) fait partie du Grammy Hall of Fame depuis 1999.
En 2010, il a été nommé docteur honoris causa de l'université norvégienne de sciences et de technologie.
En 2017, il a été nommé docteur honoris causa de l'école de musique Eastman.